# Accident ferroviaire d'Eschede
 (avril 2015).
Si vous disposez d'ouvrages ou d'articles de référence ou si vous connaissez des sites web de qualité traitant du thème abordé ici, merci de compléter l'article en donnant les références utiles à sa vérifiabilité et en les liant à la section « Notes et références ».
Le 3 juin 1998, le bandage d'une roue d'un ICE 1 reliant Munich à Hambourg se brise à grande vitesse à Eschede. La rame déraille et se disloque en heurtant une pile de pont, faisant 101 morts et 88 blessés (sur un total de 287 personnes présentes dans le train) : c'est le pire accident de chemin de fer de l'histoire allemande depuis 1971, et le pire accident d'un train à grande vitesse au monde.
Quatre ans plus tard, 25 millions d'euros sont versés en compensation aux familles ainsi qu'aux rescapés.

## Déroulement
Le train à grande vitesse ICE « Wilhelm Conrad Röntgen », assuré par la rame 151, roule de Munich vers Hambourg.

### Déraillement
Après un arrêt à Hanovre à 10 h 30, la rame poursuit son trajet vers le nord à 200 km/h. À six kilomètres au sud d'Eschede, à 10 h 56, près de la ville de Celle, la bande de roulement d'une roue, sur le troisième essieu de la première voiture, se brise, projetée en morceaux, dont certains viennent percuter le plancher de la caisse de la voiture voyageurs, où ils restent encastrés. La reconstitution des événements qui se succèdent alors en moins d'une minute prendra des mois aux enquêteurs.
Après l'accident, on découvre une entaille d'environ 20 cm de long et 4 cm de profondeur, sur une traverse de la voie, à environ six kilomètres du lieu de l'accident au kilomètre 55,1,.
Alors que la rame passe sur le premier d'une série de deux aiguillages, la bande de roulement de la roue avariée heurte, puis arrache le (contre-rail) de l'appareil de voie, qui vient transpercer le plancher de la voiture de voyageurs et y reste encastré, soulevant l'essieu en dehors des rails. La rame continue son trajet jusqu'à l'aiguillage suivant, l'essieu arrière de la première voiture déraillé. 
Une des roues déraillée, frappe le système de commande du second aiguillage, changeant sa direction. La deuxième voiture déraille également, ainsi que l'essieu avant de la troisième voiture. Mais l'essieu arrière de la troisième voiture est dirigé vers la voie parallèle. Avec la vitesse et l'angle de l'aiguillage, la voiture se désolidarise de la 4e voiture, et l'arrière est projeté dans les piles du pont routier de 300 tonnes, les détruisant au passage.
La motrice, qui n'a pas déraillé, se désolidarise de la première voiture. La rupture du convoi provoque l'arrêt automatique de la partie avant de la rame, de sorte que la motrice s'arrête, presque trois kilomètres plus loin. Remarquant la motrice arrêtée à 600 m de la gare d'Eschede, le chef de gare déclenche la fermeture de l'ensemble des feux de signalisation. Les deux premières voitures, ainsi qu'une partie de la troisième, s'arrêtent quelques centaines de mètres après le pont.
La quatrième voiture, après la déviation de la troisième, se déplace toujours à 200 km/h et passe intacte sous le pont. Puis elle déraille et roule sur le bas-côté, immédiatement après le pont. Deux agents d'entretien de la Deutsche Bahn qui travaillaient près du pont sont fauchés par cette voiture et tués sur le coup. 

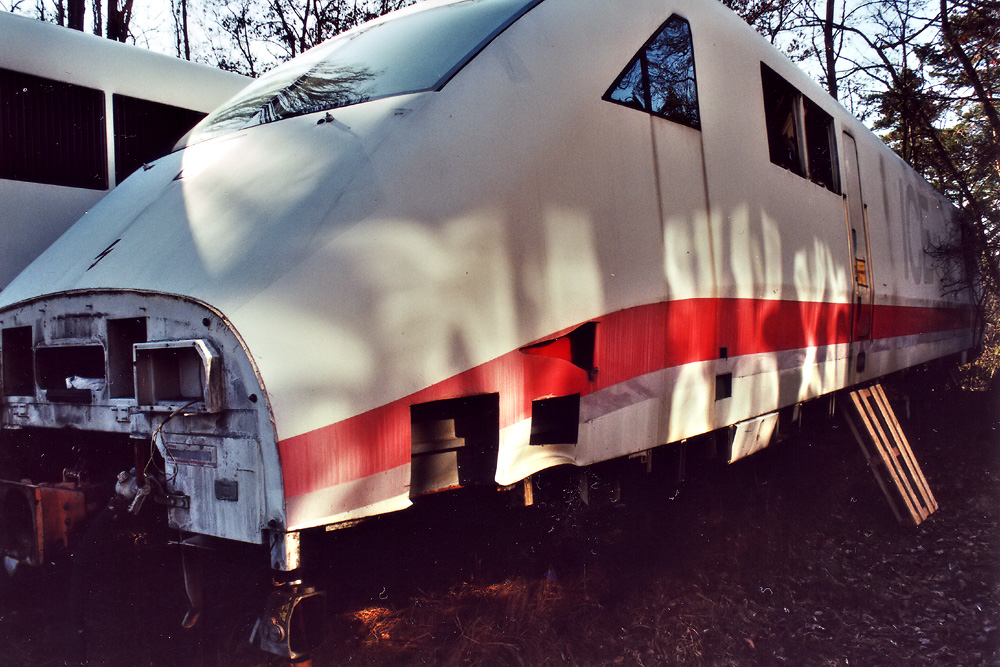
"Chaudron" de la motrice arrière après l'accident.

Quand la deuxième partie de la cinquième voiture passe sous le pont, celui-ci s'effondre, détruisant complètement celles qui se trouvaient dessous à ce moment-là. Les voitures suivantes s'encastrent les unes dans les autres, en accordéon à cause du pont effondré qui a totalement obstrué la voie. Les voitures 6 et 7, la voiture de service, la voiture-restaurant, les trois voitures de première classe numérotées 10 à 12 et la motrice de queue déraillent toutes et viennent s'empiler violemment les unes dans les autres. Le chaos résultant a l'apparence d'une règle cassée en zigzag.
Une automobile a également été trouvée parmi les débris. Elle appartenait aux deux agents de la Deutsche Bahn et se trouvait certainement sur le pont avant l'accident. L'hypothèse selon laquelle c'est une collision avec cette voiture qui aurait causé l'accident sera contredite par l'enquête.

### Secours
Le choc fait un bruit que les témoins décrivent plus tard comme « terrifiant », « horriblement fort », et « semblable à un crash aérien ». Les plus proches résidents, alertés par le bruit, arrivent les premiers sur les lieux du drame. À 11 h 2, la police locale déclare une situation d'urgence ; à 11 h 7, comme l'importance du drame apparaît évidente, le niveau d'urgence est porté à celui « d'urgence majeure ». Plus de mille sauveteurs des services d'urgence régionaux, pompiers, services de secours, police et armée sont mobilisés ; trente-sept spécialistes des situations d'urgence, qui participaient à une conférence près de Hanovre, portent également assistance dans les toutes premières heures du secours.
Bien que de nombreux passagers et le conducteur aient survécu dans la partie avant du train, il n'y a eu quasiment aucune chance de survie dans la partie arrière. Y compris les deux agents travaillant sur les voies, 101 personnes sont mortes dans l'accident.

## Causes

### Le type de roues employées
La première génération de train ICE I est initialement équipée de roues faites d'une pièce, connues sous le nom de roues « monobloc ». Une fois en service, il apparaît rapidement que la fatigue et la déformation du métal provoquent des vibrations et une résonance importante à la vitesse de croisière. Des passagers notent ceci particulièrement dans la voiture-restaurant, où d'importantes vibrations sont constatées : on peut même voir des verres se déplacer seuls sur les tables.
En tentant de résoudre le problème, les ingénieurs décident que la suspension des voitures de l'ICE peut être améliorée, en utilisant un anneau de caoutchouc intégré entre le bloc de la roue et le bandage métallique en contact avec le rail. Un dispositif similaire est utilisé sur des tramways, mais pour des vitesses bien inférieures. Ce nouveau bandage, en forme de pneu plat, consiste en un bloc de roue métallique, entouré d'un anneau de caoutchouc de 20 mm d'épaisseur, puis d'un anneau métallique relativement fin jouant le rôle de bandage. - Le nouveau dispositif n'est pas testé à grande vitesse avant d'être validé et mis en service - mais, il résout la gêne due aux vibrations à la vitesse de croisière.
À cette époque, aucun système n'existait en Allemagne pour tester physiquement les limites de rupture d'une roue. La forme et les spécifications reposent sur la connaissance en résistance des matériaux et sur la théorie. Malgré tout, sur une période de plusieurs années, la nouvelle roue semble fiable et, jusqu'au moment de l'accident, elle n'a provoqué aucun souci majeur.
L'Institut IIS de la Fraunhofer-Gesellschaft est chargé d'une étude sur les causes de l'accident. Il est révélé plus tard que l'Institut a averti la Deutsche Bahn, dès 1992, sur des risques de rupture de bandage de cette roue. En juillet 1997, près d'un an avant l'accident, "Üstra", l'autorité de transport de Hanovre, rapporte que les bandages métalliques employés sur ses tramways roulant à environ 24 km/h, s'usent plus vite que prévu par les estimations ; elle décide de remplacer les roues plus tôt que ce qui est prescrit par les spécifications légales. Elle transmet son rapport aux autres utilisateurs de roues fabriquées sur le même modèle, y compris la Deutsche Bahn.
Il apparaît rapidement que les forces dynamiques répétitives, n'ont pas été prises en compte, dans le modèle statistique utilisé lors de la conception : le résultat est une marge de sécurité insuffisante. Les facteurs suivants, non pris en compte lors de la conception, sont notés :
- Le bandage métallique se déforme insidieusement et devient un peu plus elliptique au bout d'approximativement 500 000 tours pour une journée normale d'exploitation, avec les effets de fatigue que cela induit ;
- Contrairement à la roue monobloc, des fissures peuvent apparaître sur la face intérieure du bandage ;
- Comme le bandage devient de plus en plus fin à cause de sa lente usure, les effets des forces dynamiques et des micro-fissures s'aggravent ;
- Les méplats et défauts de surface du bandage augmentent considérablement l'effet des forces dynamiques et accélèrent grandement l'usure.

La technique de ces « bandages » de roue a une très longue histoire de problèmes et d'accidents, qui remonte aux origines du chemin de fer. Ils ne sont plus utilisés en Allemagne.

### Défaut d'arrêt du train
Malgré les vibrations et le bruit engendré par les prémices de cette catastrophe, personne, personnels de bord et passagers, n'a tiré le signal d'alarme. Conventionnellement, les chemins de fer appliquent la politique « arrêter et examiner », en cas de comportement anormal ou de bruit suspect à bord. Cependant, cela n'a pas été le cas à bord de l'ICE. Un temps important a été perdu lorsqu'un passager a essayé d'avertir le contrôleur à propos d'une grosse pièce de métal traversant le plancher de sa voiture, au lieu de tirer le signal d'alarme lui-même. Le contrôleur a refusé d'arrêter la rame avant d'avoir étudié le problème lui-même, prétextant que c'était la politique de la compagnie. Cette décision a été confirmée par la justice et le contrôleur a été exonéré de sa responsabilité. On[Qui ?] peut donc affirmer que, juste avant cette catastrophe, au moins deux personnes (un passager et le contrôleur) avaient constaté qu'un morceau de métal de près d'un mètre avait perforé la caisse de la remorque. Cependant, craignant les conséquences d'un arrêt en pleine voie[réf. nécessaire], ni l'un ni l'autre ne prirent la décision de tirer le signal d'alarme. Pourtant, ce dispositif n'a été créé (vers 1860) que dans le seul but de permettre aux passagers des trains de stopper le convoi en cas de danger.

### Autres facteurs
La forme du pont au dessus de la voie ferrée a aussi contribué à aggraver l'accident car le tablier n'était soutenu que par deux piliers fins de chaque cotés à chaque extrémité. Le désastre de Granville (Australie) en 1977 présentait une faiblesse similaire. Le pont reconstruit fut de type porte-à-faux et ne souffre plus de ce genre de faiblesse.
Un autre facteur aggravant dans la rupture de la roue fut l'utilisation de soudures défaillantes dans le corps du bogie qui se sont ouvertes pendant l'accident.

## Conséquences
Dans un premier temps, les 60 ICE I de première génération, semblables à celui mis en cause dans l'accident sont retirés de la circulation pour inspection. Les ICE II de deuxième génération toujours en circulation sont limités à une vitesse commerciale de 160 km/h au lieu de 280 km/h habituellement. Quelques jours plus tard, lorsque les premiers éléments de l'enquête mettent en cause la bande de roulement des roues, les 60 ICE I de première génération sont de nouveau autorisés à circuler et la limitation de vitesse levée.
Le 14 juin, la Deutsche Bahn décide d'équiper l'ensemble de ses ICE I et II de roues monoblocs, ne disposant plus d'une bande de roulement séparée.

### Les suites de l'accident
En août 2002, deux responsables de la Deutsche Bahn et un ingénieur sont poursuivis pour homicide involontaire. Le procès au pénal dure 53 jours et voit défiler des experts du monde entier, critiquant mutuellement leurs approches et leurs conclusions. L'affaire est close en avril 2003 par la prononciation d'une peine d'amende.

### Vérifications techniques
Toutes les roues des rames de type similaire sont remplacées en quelques semaines par des roues monobloc tout acier. Le parc allemand est vérifié dans son intégralité et les endroits où des appareils de voie voisinent avec des ouvrages d'art ou d'autres obstacles potentiels sont recensés et vérifiés.
Les sauveteurs, sur le site de l'accident, rencontrent des difficultés considérables pour accéder aux victimes. La forme et l'épaisseur du chaudron des caisses (carrosserie) faites d'aluminium, et les vitres prévues pour résister à la pression de l'air, opposent une résistance inattendue aux équipements de secours lourds. Toutes les rames ICE I et II sont modifiées et munies de fenêtres prévues pour être brisées en cas de besoin.